# Anna Cord
Anna Franziska Cord (* 1982 in Saarbrücken) ist eine deutsche Geografin, Biologin und Hochschullehrerin.

## Leben
Cord studierte von 2001 bis 2007 Biologie und Geografie an der Julius-Maximilians-Universität Würzburg sowie an der Universität Umeå in Schweden. Anschließend war sie von 2007 bis 2012 als wissenschaftliche Mitarbeiterin am Earth Observation Research Cluster der Julius-Maximilians-Universität Würzburg sowie am Deutschen Fernerkundungsdatenzentrum in Oberpfaffenhofen, einem Institut des Deutschen Zentrums für Luft- und Raumfahrt, tätig. 2012 promovierte sie an der Julius-Maximilians-Universität Würzburg zum Thema Potenzial multitemporaler Fernerkundungsdaten zur Modellierung von Baumartenverteilung und Artenreichtum in Mexiko. Von 2012 bis 2020 leitete sie die Arbeitsgruppe „Biodiversität und Ökosystemleistungen“ am Department Landschaftsökologie des Helmholtz-Zentrums für Umweltforschung in Leipzig.
Anfang 2020 folgte sie einem Ruf auf die Professur für Modellbasierte Landschaftsökologie der Technischen Universität Dresden. Seit März 2024 ist sie Professorin für Agrarökologische Modellierung an der Rheinischen Friedrich-Wilhelms-Universität Bonn und im Exzellenzcluster PhenoRob – Robotik und Phänotypisierung für Nachhaltige Nutzpflanzenproduktion.

## Forschung
Cords Forschungsinteressen umfassen die räumliche Analyse und Modellierung der Auswirkungen der Landnutzung auf die biologische Vielfalt, Ökosystemfunktionen und -leistungen. Ein weiterer Schwerpunkt ihrer Arbeit liegt in der inter- und transdisziplinären Forschung zur Entwicklung biodiversitätsfördernder landwirtschaftlicher Praktiken. Zudem ist sie in der Überwachung der Biodiversität tätig und nutzt Fernerkundungsdaten in den Bereichen Landschaftsökologie und Biogeographie.
Sie wurde von 2004 bis 2007 mit einem Stipendium der Studienstiftung des deutschen Volkes gefördert. Im Jahr 2019 wurde sie als Mitglied in die Junge Akademie an der Berlin-Brandenburgischen Akademie der Wissenschaften und der Nationalen Akademie der Wissenschaften Leopoldina aufgenommen.
Cord ist seit 2017 Associate Editor bei Remote Sensing in Ecology & Conservation. Sie war von 2020 bis 2022 Editor bei Regional Environmental Change und von 2022 bis 2023 Associate Editor bei der Fachzeitschrift Journal of Biogeography.

## Publikationen (Auswahl)
- Ogawa, R., Engler, J., Cord, A.F. (2024). Functional responses in habitat selection as a management tool to evaluate agri-environment schemes for farmland birds, Ecological Modelling, 494, 110778
- Václavík, T., Beckmann, M., Bednář, M., Brdar, S., Breckenridge, C., Cord, A.F., Domingo-Marimon, C., Gosal, A., Langerwisch, F., Paulus, A., Roilo, S., Šarapatka, B., Ziv, G., Čejka, T. (2024). Farming system archetypes help explain the uptake of agri-environment practices in Europe, Environmental Research Letters, 19, 074004
- Roilo, S. Spake, R., Bullock, J.M., Cord, A.F. (2024). A cross-regional analysis of red-backed shrike responses to agri-environmental schemes in Europe, Environmental Research Letters, 19 034004.
- Roilo, S., Paulus, A., Alarcón-Segura, V., Kock, L., Beckmann, M., Klein, N., Cord, A.F. (2024). Quantifying agricultural land-use intensity for spatial biodiversity modelling: implications of different metrics and spatial aggregation methods, Landscape Ecology, 39: 55.
- Markova‐Nenova, N., Engler, J.O., Cord, A.F., Wätzold, F. (2023). Will passive acoustic monitoring make result‐based payments more attractive? A cost comparison with human observation for farmland bird monitoring, Conservation Science and Practice, 5 (9), e13003.
- Alarcón-Segura, V., Roilo, S., Paulus, A., Beckmann, M., Klein, N., Cord, A.F. (2023). Farm structure and environmental context drive farmers’ decisions on the spatial distribution of ecological focus areas in Germany, Landscape Ecology, 38 (9), 2293-2305.
- Hölting, L., Jacobs, S., Felipe-Lucis, M., Maes, J., Norsträm, A.V., Plieninger, T., Cord, A.F. (2019). Measuring ecosystem multifunctionality across scales, Environmental Research Letters, 14, 124083.
- Cord, A.F., Brauman, K.A., Chaplin-Kramer, R., Huth, A., Ziv, G., Seppelt, R. (2017). Priorities to advance monitoring of ecosystem services using Earth observation. Trends in Ecology & Evolution, 32(6), 416-428.
- Cord, A.F., Bartkowski, B., Beckmann, M., Dittrich, A., Hermans-Neumann, K., Kaim, A., Lienhoop, N., Locher-Krause, K., Priess, J., Schröter-Schlaack, C., Schwarz, N., Seppelt, R., Strauch, M., Václavík, T., Volk, M. (2017). Towards systematic analyses of ecosystem service trade-offs and synergies: Main concepts, methods and the road ahead. Ecosystem Services, 28, 264-272.
- Seppelt, R., Beckmann, M., Ceauşu, S., Cord, A.F., Gerstner, K., Gurevitch, J., Kambach, S., Klotz, S., Mendenhall, C., Phillips, H.R.P., Kristin Powell, Verburg, P.H., Verhagen, W., Winter, M. & Newbold, T. (2016). Harmonizing biodiversity conservation and productivity in the context of increasing demands on landscapes. BioScience, 66 (10), 890-896.